# Métro de Daegu
 (décembre 2021).
Si vous disposez d'ouvrages ou d'articles de référence ou si vous connaissez des sites web de qualité traitant du thème abordé ici, merci de compléter l'article en donnant les références utiles à sa vérifiabilité et en les liant à la section « Notes et références ».
Le métro de Daegu (en hangeul: 대구도시철도), mis en service en 1997, est le troisième métro de Corée du Sud. Le réseau comprend actuellement deux lignes de métro et une ligne de monorail. Exploité par la Daegu Metropolitan Subway Corporation, il est emprunté quotidiennement par environ 140 000 passagers.

## Plan et construction
La ville de Daegu planifia un réseau de métro de six lignes, 154 km au total, à construire en trois étapes. La première phase de la construction du réseau comprend trois lignes à mettre en service en 2007, mais les délais initiaux ne seront pas tenus.
La ligne 1, de «Daegok» à «Ansim», dessert 30 stations sur 25,9 km, la ligne 2 avec 29 stations circule d’est en ouest de «Munyang» à «Yeungnam University» sur 31,4 km, tandis que la ligne 3 relie «Chilgok» à «Beommul» distants de 24,5 km.
La pose de la première pierre de la ligne 1 eut lieu en décembre 1991. Son coût a été évalué à 1.560 milliard de wons, soit près de €1,4 milliard.
La deuxième phase comprend une ligne circulaire de 25 km, la ligne 4. La troisième phase comprend une extension de 8 km de la ligne 3, ainsi que la ligne 5 (16 km) avec sa ligne de rabattement venant du complexe industriel (12 km) et enfin la ligne 6 (13 km).

## Lignes du réseau
| Ligne | Ouverture | Terminus                   | Terminus            | Longueur | Stations | Type     |
| ----- | --------- | -------------------------- | ------------------- | -------- | -------- | -------- |
|       | 1997      | Seolhwa-Myeonggok          | Hayang              | 37,1     | 35       | Métro    |
|       | 2005      | Munyang                    | Université Yeungnam | 31,4     | 29       | Métro    |
|       | 2015      | Chilgok KNU Medical Center | Yongji              | 23,9     | 30       | Monorail |

### Ligne 1
La ligne 1, entièrement située dans la ville de Daegu, a été mise en service en trois étapes : le 26 novembre 1997 de «Jin-cheon» à «Jungang-ro» (10,3 km, 14 stations), étendue en mai 1998 de Jungnang-ro à Anshim (14,6 km, 15 stations). Une petite extension vers le sud-ouest, de «Jin-cheon» à «Dae-gok» (1 km, 1 station) a été mise en service le 10 mai 2002 puis l'extension de «Dae-gok» à «Seolhwa-Myenggok» a été mise en service le 8 septembre 2016 portant la ligne à 32 stations. Une extension de 1,3 km de «Anshim» à «Sabok» est en cours de construction.
Initialement la ligne 1 était exploitée grâce à 36 trains de 6 véhicules. Le parcours complet de la ligne dure environ 50 minutes.
La construction de la ligne fut mal gérée, les accidents tuèrent au total 124 personnes. En avril 1995, 103 citoyens périrent à la suite d'une explosion de gaz, une canalisation ayant été percée par une excavatrice. C'est encore l’accident de construction de métro le plus meurtrier.
En février 2003, à l’heure de pointe, un malade mental jeta une bouteille enflammée dans une rame de métro à l’arrêt : les passagers furent bloqués par les portes fermées alors que l’incendie gagna toute la rame en deux minutes. Une seconde rame qui arrivait à la station « Jungang-ro » fut également prise dans les flammes. Ce sont 198 personnes qui périrent, environ 150 furent brûlées et intoxiquées. L’ensemble des dispositions assurant la sécurité dans les transports a alors été revu en Corée du Sud.
Environ 1 400 personnes font fonctionner la ligne 1.

### Ligne 2
La construction de la ligne 2 commença fin 1996 avec un an de retard à la suite de l’explosion de 1995. Son ouverture a également été retardée par la crise financière asiatique de la fin des années 1990. C’est la ligne dans son intégralité qui fut inaugurée le 18 octobre 2005.
La ligne relie «Munyang» à «Yeungnam University» et possède 29 stations. Elle dispose d’un parc de 30 rames de 6 véhicules. Le temps de parcours complet est de 49 minutes dont 39 de trajet et 10 d’arrêts en station.

### Ligne 3
La ligne 3 ouvre le 23 avril 2015. C'est la seule ligne monorail. Elle possède 30 stations dont une correspondance avec la ligne 1 à la station Sinnam et une correspondance avec la ligne 2 à la station Myeongdeok.

## Technologie
| Série | Livraison   | Constructeur                   | Nombre de rame | Nombre de voitures par rame | Type     | Ligne desservie | Photo |
| ----- | ----------- | ------------------------------ | -------------- | --------------------------- | -------- | --------------- | ----- |
| 1000  | 1996 - 1997 | HJ Shipbuilding & Construction | 36             | 6                           | Métro    |                 |       |
| 2000  | 2004 - 2005 | Hyundai Rotem                  | 30             | 6                           | Métro    |                 |       |
| 3000  | 2013        | Hitachi                        | 28             | 3                           | Monorail |                 |       |

Le matériel roulant du métro de Daegu est de fabrication coréenne : les 66 trains de 6 véhicules ont été produits par la société Hanjin, qui fusionnant en juillet 1999 avec les divisions ferroviaires des sociétés Daewoo et Hyundai, forma la société Rotem. Les caisses sont en acier inoxydable. Siemens fournit l’équipement de traction qui permet aux véhicules d’atteindre 80 km/h.
Les rames sont composées de trois véhicules moteurs, deux véhicules passager avec cabines de conduite, un véhicule passager sans cabine. La capacité d’une rame est de 720 passagers dont 276 assis. Les véhicules sont climatisés, tout comme les stations. La longueur du véhicule atteint 17,5 m, sa largeur 2,75 m.
Les trains roulent sur des voies à écartement standard, 1.435 mm. Directement dérivés de l’industrie ferroviaire, l’alimentation électrique est par caténaire en 1.500 Vdc.
Les lignes sont contrôlées par des automatismes de protection et de conduite des véhicules.

## Exploitation
Le métro est ouvert au public de 5h 30 à minuit. Le prix du billet est de 1250 wons pour un trajet de moins de 10 km, de ? wons pour un trajet supérieur.
L’intervalle entre deux trains est de cinq minutes en heures de pointe et de sept minutes en heures creuses.

## Projets
La priorité est avant tout de finir la première phase du plan initialement prévu, c'est-à-dire la ligne 3.
Le ministère des transports a approuvé un projet pour la construction d'une ligne de métro automatique. Existe aussi un projet de construction d'une ligne sur monorail.

## Incendie criminel de 2003
Le 18 février 2003, un déséquilibré mis le feu à une rame de métro bondée, provoquant la mort de près de 200 personnes.
- (en) en:Daegu subway fire, l'incendie de 2003